# La Rouvière A
Pour les articles homonymes, voir Rouvière.
La tour de la Rouvière (ou bâtiment A de la Rouvière) est un immeuble en copropriété de 30 étages appartenant à l'ensemble La Rouvière, construit par les entrepreneurs « frères CRAVERO », situé dans le quartier de la Panouse dans le 9e arrondissement de Marseille. Avec 95 mètres de hauteur, il est le 4e immeuble le plus élevé de la ville[réf. nécessaire].